# Rue de la Perle (Paris)
Pour les articles homonymes, voir Rue de la Perle.
La rue de la Perle se situe en plein cœur du quartier du Marais à Paris (3e arrondissement).

## Situation et accès

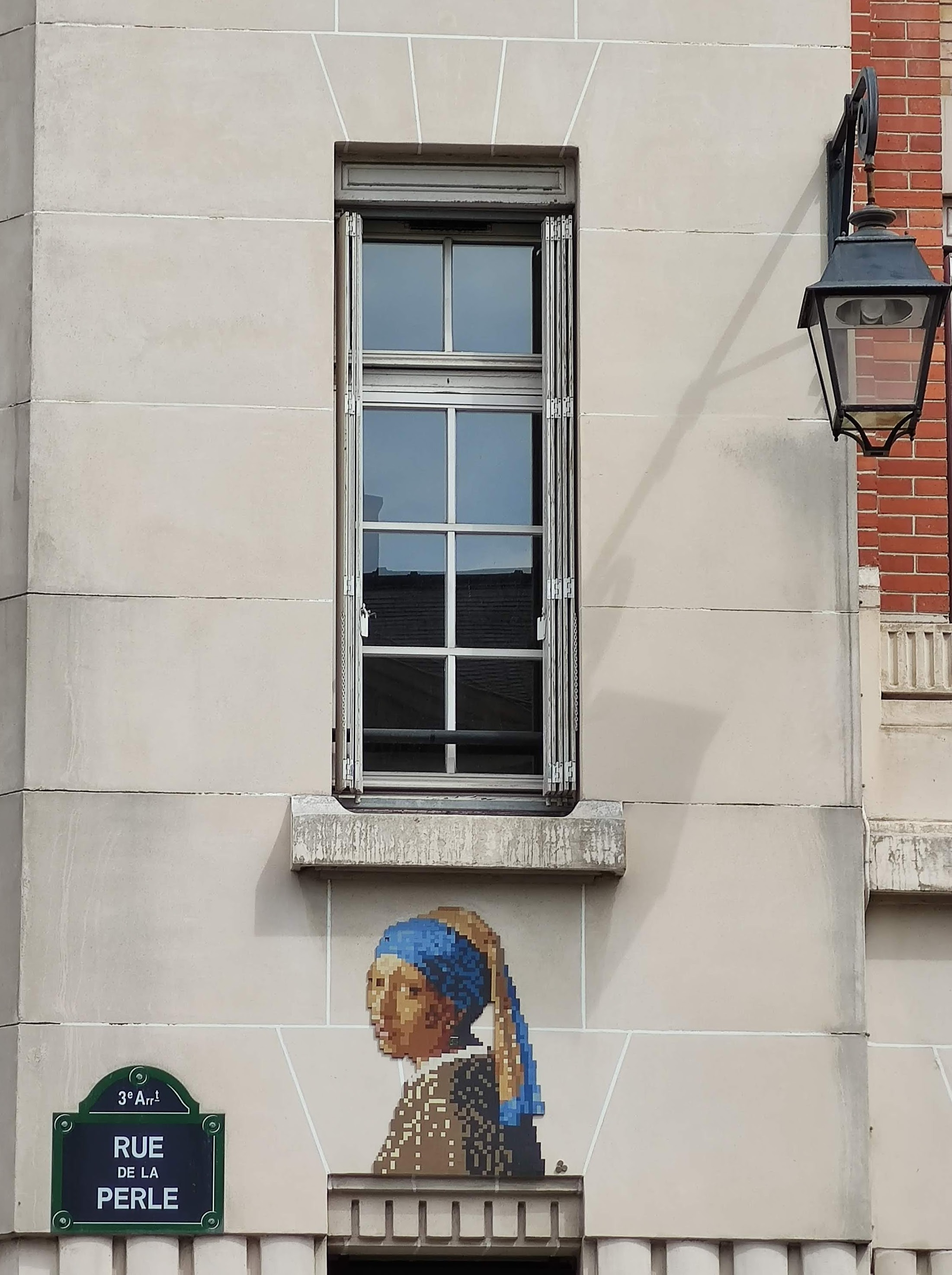
Plaque de rue accompagnée d’une reproduction de La Jeune Fille à la perle, du peintre néerlandais Johannes Vermeer (1655).

Cette rue particulièrement large pour le quartier est bordée d'hôtels particuliers de la fin du XVIIe siècle sur sa partie sud.
Ce site est desservi par la station de métro Saint-Paul.

## Origine du nom
Cette voie porte le nom de l'enseigne d'un ancien jeu de paume.
Piganiol de La Force prétend que cette rue était jadis remplie de tripots et que l'un d'eux avait pour enseigne À la Perle des Tripots, d'où le nom de « rue de la Perle ».

## Historique
Cette voie qui était en 1579 un chemin sans nom, est bordée  à partir de 1620 sur sa partie nord (numéros pairs) de maisons construites sur le lotissement de terrains de jardins potagers qui appartenaient aux religieuses hospitalières de Saint-Gervais.
Sa partie sud était un franc-alleu indépendant de toutes emprises seigneuriales qui appartenait à la famille Fusée. Ce terrain qui bordait le domaine de l'hôtel Barbette est acquis en 1683 par Libéral Bruant et ses associés qui y font construite 5 hôtels de 1683 à 1685.
Elle fut d'abord partie de la « rue de Thorigny » avant d'en être détachée.
Elle est élargie au début du XXe siècle par démolition de plusieurs immeubles au nord, pour faire partie d'un axe de la rue Étienne-Marcel au boulevard Beaumarchais. Après un début d'exécution aux deux extrémités, à l'ouest par élargissement de la rue aux Ours et de la rue du Grenier Saint-Lazare, à l'est par la courte rue Roger-Verlomme avec indication de « rue Étienne-Marcel prolongée », ce projet n'est pas poursuivi.

## Bâtiments remarquables et lieux de mémoire
- No 1 : hôtel Libéral Bruant, centre d'art contemporain, ancien musée de la Serrurerie.  Classé MH (1964)[2].
- No 3 : hôtel réalisé par Libéral Bruant en 1684. Maison natale de l'architecte Charles Heubès (1862-1948).
- No 9 : le 1er octobre 1862 est ouverte la première école professionnelle pour les jeunes filles, fondée par Élisa Lemonnier[3].
- Nos 18-20 : emplacement du jeu de paume « de la Perle »[4].

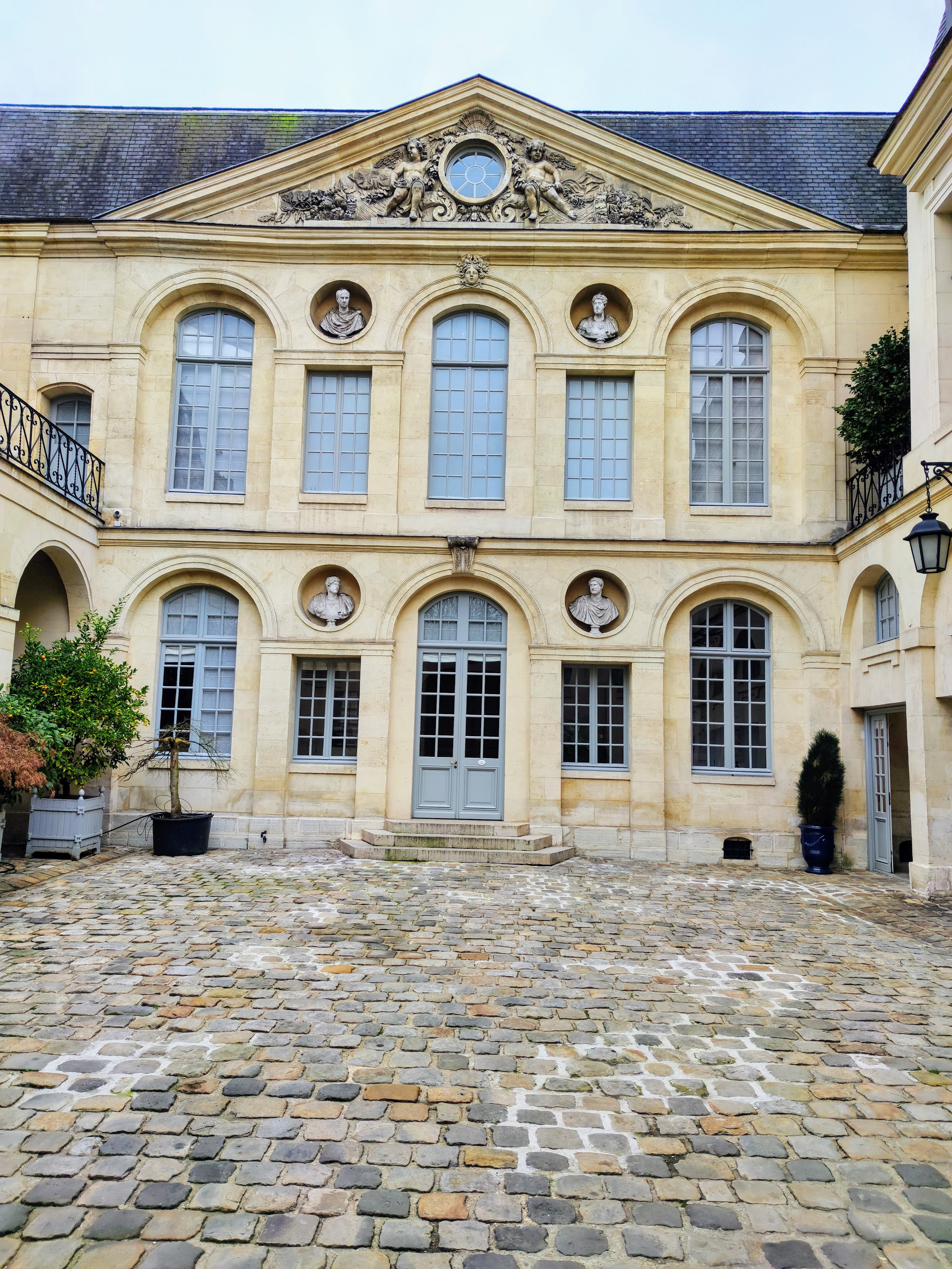
No 1.
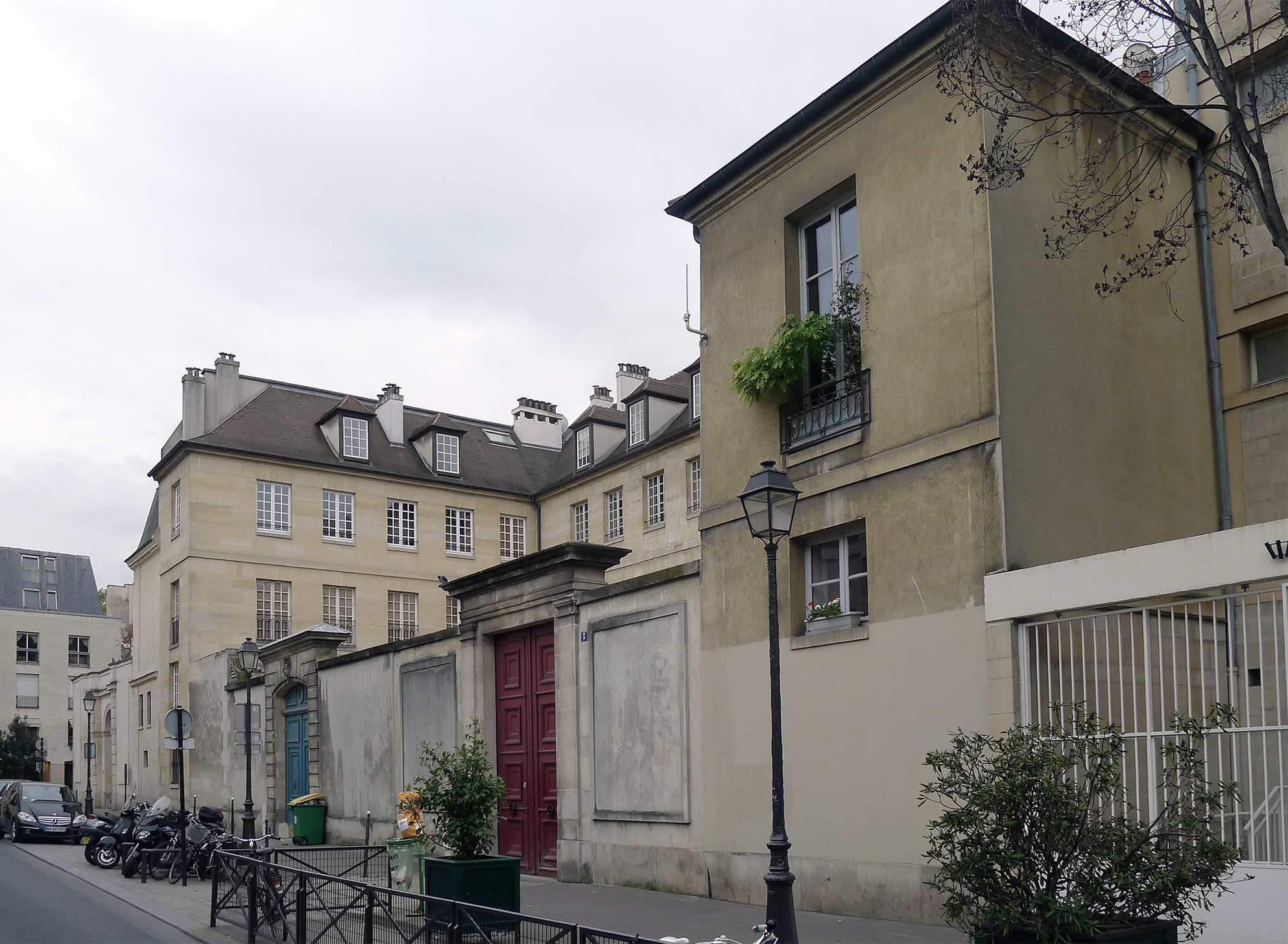
La rue au niveau des nos 3 et 5.
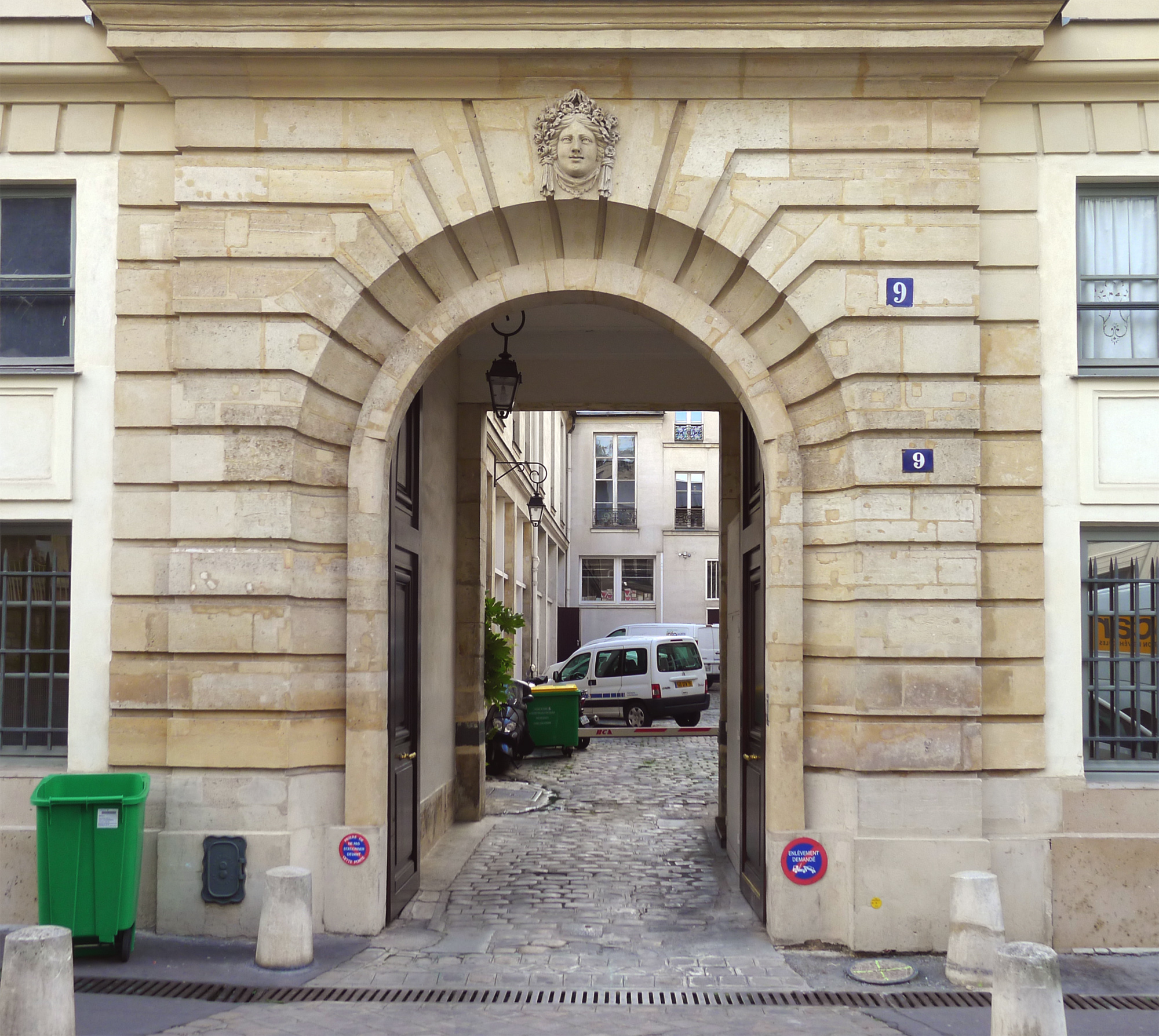
Entrée du no 9.
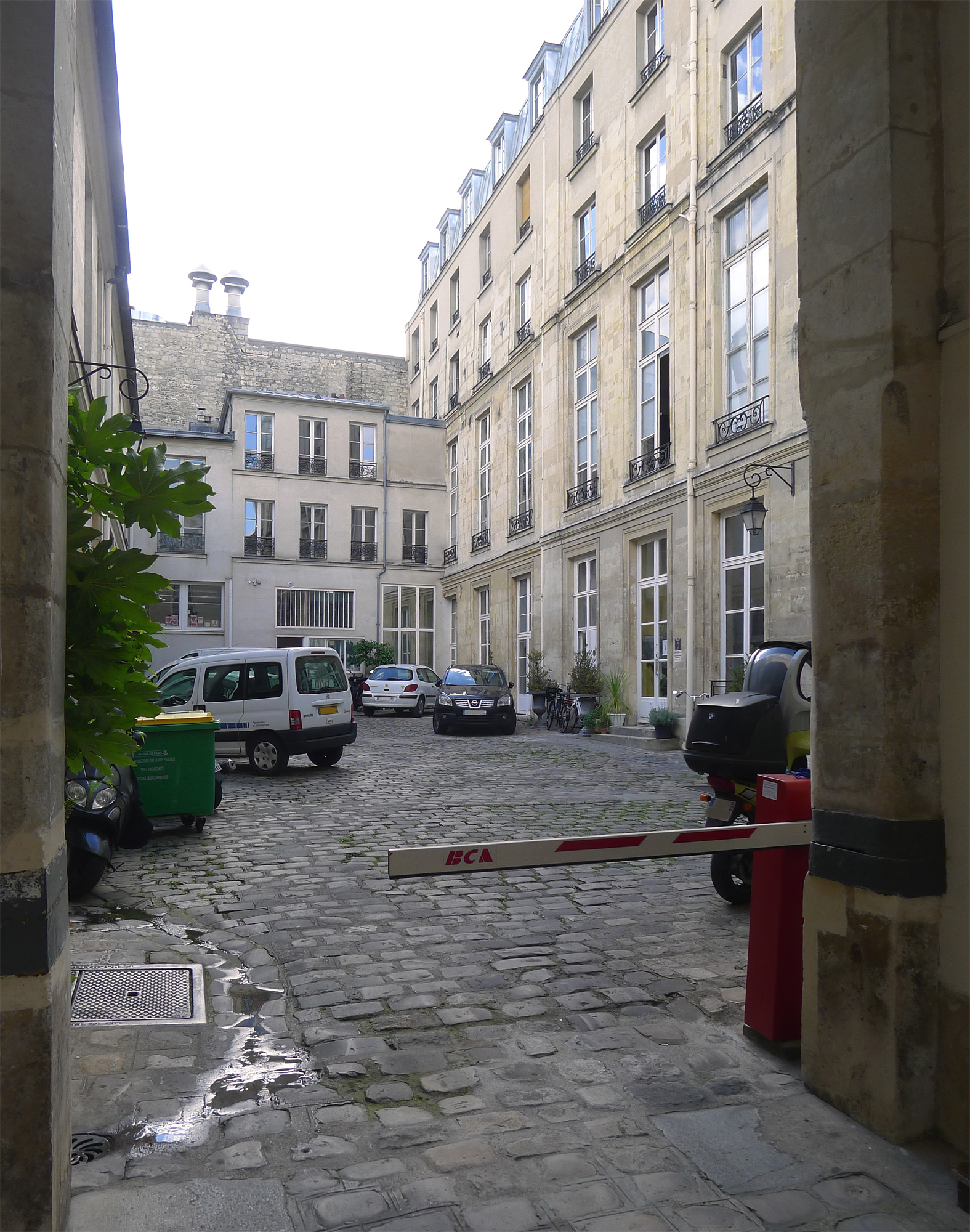
Cour du no 9.